# Грінвуд (Вісконсин)
Грінвуд (англ. Greenwood) — місто (англ. city) в США, в окрузі Кларк штату Вісконсин. Населення — 1058 осіб (2020).

## Географія
Грінвуд розташований за координатами 44°45′55″ пн. ш. 90°35′56″ зх. д. / 44.76528° пн. ш. 90.59889° зх. д. (44.765376, -90.598951).  За даними Бюро перепису населення США в 2010 році місто мало площу 7,42 км², з яких 7,20 км² — суходіл та 0,22 км² — водойми.

## Демографія
Згідно з переписом 2010 року, у місті мешкало 1026 осіб у 464 домогосподарствах у складі 259 родин. Густота населення становила 138 осіб/км².  Було 520 помешкань (70/км²).
Расовий склад населення:
| - 97,5 % — білих - 0,9 % — чорних або афроамериканців - 0,4 % — корінних американців - 0,1 % — азіатів |

До двох чи більше рас належало 0,5 %. Частка іспаномовних становила 1,5 % від усіх жителів.
За віковим діапазоном населення розподілялося таким чином: 22,5 % — особи молодші 18 років, 55,8 % — особи у віці 18—64 років, 21,7 % — особи у віці 65 років та старші. Медіана віку мешканця становила 44,1 року. На 100 осіб жіночої статі у місті припадало 92,9 чоловіків;  на 100 жінок у віці від 18 років та старших — 92,0 чоловіків також старших 18 років.
Середній дохід на одне домашнє господарство  становив 50 076 доларів США (медіана — 44 028), а середній дохід на одну сім'ю — 56 816 доларів (медіана — 56 071). Медіана доходів становила 49 896 доларів для чоловіків та 27 455 доларів для жінок. За межею бідності перебувало 18,1 % осіб, у тому числі 30,1 % дітей у віці до 18 років та 11,8 % осіб у віці 65 років та старших.
Цивільне працевлаштоване населення становило 516 осіб. Основні галузі зайнятості: освіта, охорона здоров'я та соціальна допомога — 32,9 %, виробництво — 29,5 %, роздрібна торгівля — 10,1 %, транспорт — 6,4 %.